# Exetastes ichneumoniformis
Exetastes ichneumoniformis là một loài tò vò trong họ Ichneumonidae.